# Johannes Cernota

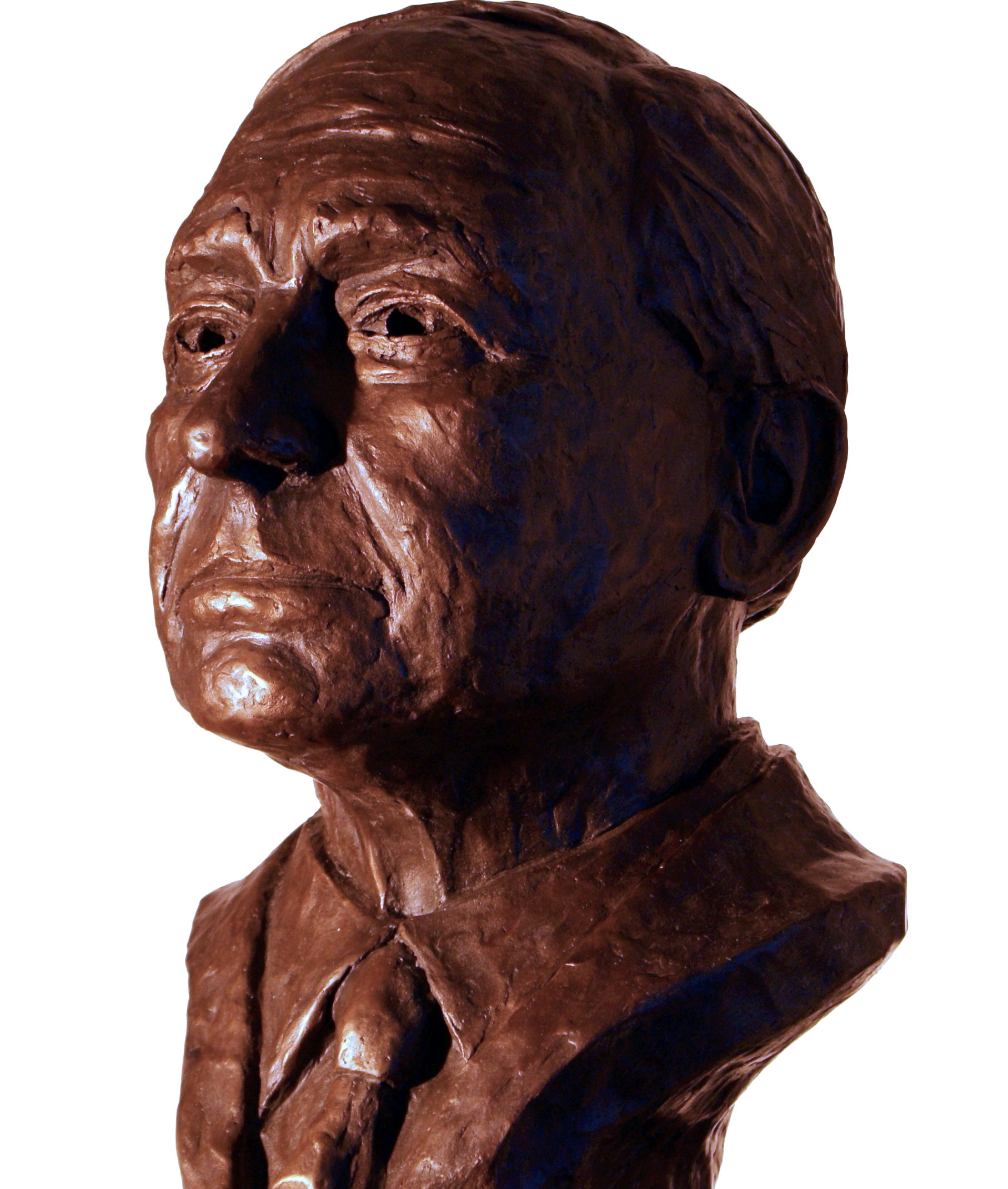
Büste des Verlegers Peter Suhrkamp, gestaltet von Johannes Cernota 2012

Johannes Cernota (* 16. März 1955 in Visbek, Niedersachsen) ist ein deutscher Pianist, Komponist und Künstler.

## Leben
Johannes Cernota wurde in Norddeutschland geboren. Er erhielt seinen ersten Klavierunterricht im Alter von fünf Jahren und studierte an der Musikhochschule Köln und an der Hochschule für Künste Bremen von 1974 bis 1982 unter anderem bei Luciano Ortis, Kurt Seibert und Günter Ludwig. Von 1980 bis 1995 erhielt er mehrere Lehraufträge für Klavier an den Universitäten Bremen und Oldenburg. Von 1982 bis 1983 war er zudem Korrepetitor am Goethe-Theater in Bremen.
Cernota veröffentlichte als Komponist und Konzertpianist mehrere Aufnahmen und spielte als Konzertpianist bei mehreren Rundfunk- und Fernsehaufnahmen mit. Außerdem betätigt er sich als bildender Künstler mit Performances, Klanginstallationen, Malerei und Skulpturen. Bekanntheit erlangten seine Einspielungen mit Werken Erik Saties sowie gemeinsam mit dem Cellisten Thomas Beckmann mit Werken Charlie Chaplins. Die entsprechende CD unter dem Titel Oh! That Cello wurde mit dem „Preis der Deutschen Schallplattenkritik“ ausgezeichnet.

## Veröffentlichungen
- Air Sculpture. CD-Aufnahme einer Klanginstallation
- Oh! That Cello. Music by Charlie Chaplin. Gemeinsam mit Thomas Beckmann
- Erik Satie – Sport & Vergnügen. Hör- und Bilderbuch
- Sparta. Kompositionen von Erik Satie, Chick Corea, Arvo Pärt und Johannes Cernota
- Johannes Cernota plays Erik Satie.
- Erik Satie / Johannes Cernota – Gnossiennes, Gymnopédies, Pièces Froides U.A. LP, Germany 1984. https://www.discogs.com/de/Erik-Satie-Johannes-Cernota-Gnossiennes-Gymnop%C3%A9dies-Pi%C3%A8ces-Froides-UA/release/4329798